# John Croydon
Pour les articles homonymes, voir Croydon (homonymie).
John Croydon est un directeur de production, puis un producteur de cinéma britannique né le 3 novembre 1907 à Londres et mort en février 1994 à Haywards Heath (Sussex de l'Ouest).

## Biographie
John Croydon commence dans l'industrie du cinéma comme comptable chez Gainsborough Pictures en février 1931, avant d'être directeur de studio dans la branche britannique de la Gaumont en 1932, aux Islington Studios en 1934, aux Sheperd's Bush Studios en 1935. En 1939 il rejoint Michael Balcon aux Ealing Studios, où il deviendra producteur exécutif. En 1946, il quitte Ealing pour les Highbury Studios (en), devenue filiale de The Rank Organisation. Lorsque ces studios ferment en 1949, il crée sa propre société de production.

## Filmographie partielle

### Comme directeur de production
- 1940 : Ils étaient trois marins (en) (Sailors Three) de Walter Forde
- 1940 : L'aventure est commencée (Ten Days in Paris) de Tim Whelan
- 1941 : Ceux du porte-avions (en) (Ships with Wings) de Sergei Nolbandov
- 1941 : Georges roi de la mode (Turned Out Nice Again) de Marcel Varnel
- 1942 : Went the Day Well? d'Alberto Cavalcanti
- 1942 : Un contremaître est allé en France (The Foreman Went to France) de Charles Frend
- 1942 : The Big Blockade de Charles Frend
- 1943 : Ils étaient neuf (en) (Nine Men) d'Harry Watt
- 1948 : Song for Tomorrow de Terence Fisher
- 1950 : Your Witness (en) de Robert Montgomery
- 1952 : The Tall Headlines de Terence Young
- 1956 : 1984 de Michael Anderson

### Comme producteur
- 1944 : Champagne Charlie d'Alberto Cavalcanti
- 1945 : Au cœur de la nuit (Dead of Night) d'Alberto Cavalcanti, Charles Crichton, Basil Dearden et Robert Hamer
- 1948 : To the Public Danger de Terence Fisher
- 1948 : Colonel Bogey de Terence Fisher
- 1954 : La Route de l'ivoire (en) (Golden Ivory) de George P. Breakston
- 1957 : Tarzan et le Safari perdu (Tarzan and the Lost Safari) de H. Bruce Humberstone
- 1958 : Corridors of Blood (en) de Robert Day
- 1958 : Monstres invisibles (Fiend Without a Face) d'Arthur Crabtree
- 1958 : La Sépulture maudite (The Haunted Strangler) de Robert Day
- 1959 : Le Pionnier de l'espace (First Man into Space) de Robert Day
- 1960 : Le Cabotin (The Entertainer) de Tony Richardson
- 1965 : Cyclone à la Jamaïque (A High Wind in Jamaica) d'Alexander Mackendrick

### Comme scénariste
- 1948 : A Piece of Cake (en) de John Irwin
- 1958 : Grip of the Strangler[2] (The Haunted Strangler) de Robert Day
- 1959 : Le Pionnier de l'espace[2] (First Man into Space) de Robert Day
- 1966 : Le Rayon de la mort (The Projected Man)[2] de Ian Curteis